# 109 Piscium
109 Piscium, som är stjärnans Flamsteed-beteckning, eller HD 10697, är en ensam stjärna i den östra delen av stjärnbilden Fiskarna. Den har en  skenbar magnitud på ca 6,27 och är mycket svagt synlig för blotta ögat där ljusföroreningar ej förekommer. Baserat på parallaxmätning inom Hipparcosuppdraget på ca 30,2 mas, beräknas den befinna sig på ett avstånd på ca 106 ljusår (ca 33 parsek) från solen. Den rör sig närmare solen med en heliocentrisk radialhastighet på ca -46 km/s.

## Egenskaper
109 Piscium är en orange till gul stjärna i huvudserien av spektralklass G3 Va och är en solliknande stjärna. Den har en massa ungefär som solens, en radie som är omkring 90 procent större än solens och utsänder ca 2,9 gånger mera energi än solen från dess fotosfär vid en effektiv temperatur på ca 5 400 K.

## Exoplanet
Närvaron av en exoplanet vid stjärnan upptäcktes den 1 november 1999. Planeten fick beteckningarna 109 Piscium b och HD 10697 b. Den har en massa som är minst sex gånger större är Jupiters och en omloppsperiod strax under tre år. Stjärnan roterar under en lutning på 69+21-26 grader mot siktlinjen från Jorden och det är troligt att planeten delar den lutningen.
| Planet | Massa         | Halv storaxel (AE) | Siderisk omloppstid (d) | Excentricitet | Inklination | Radie    |
| ------ | ------------- | ------------------ | ----------------------- | ------------- | ----------- | -------- |
| b      | 6,837±0,53 MJ | 2,14±0,088         | 1075,69±0,82            | 0,1043±0,0083 | 69±26,0o    | 1,152 RJ |